# 1898 na literatura

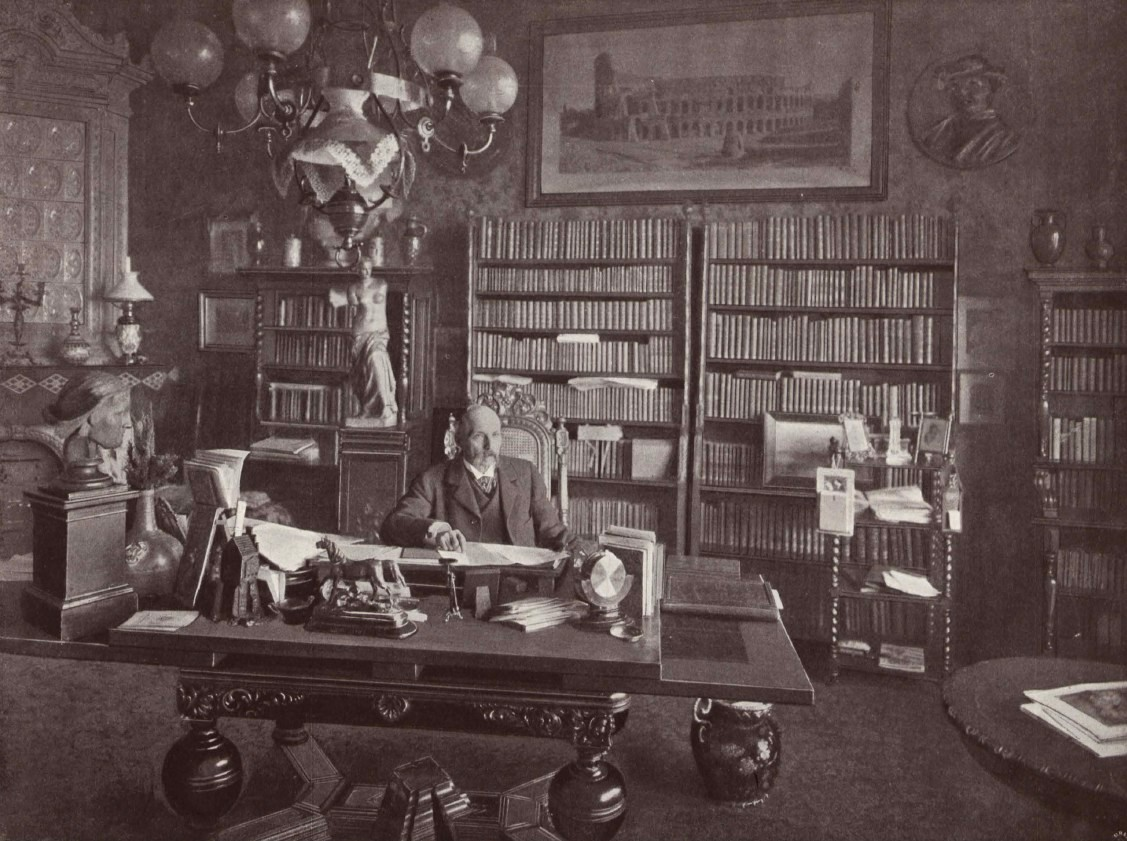
O romancista alemão Friedrich Spielhagen, em sua sala de trabalho. Berlim, 1898

## Livros
- ? - A Guerra dos Mundos (The War of the Worlds), por H. G. Wells
- ? - Canções românticas, por Hermann Hesse

## Nascimentos
| Data            | Nome                 | Profissão                                         | Nacionalidade | Observações | Ref |
| --------------- | -------------------- | ------------------------------------------------- | ------------- | ----------- | --- |
| 10 de fevereiro | Bertolt Brecht       | dramaturgo, poeta e encenador                     | Alemanha      | m. 1956     |     |
| 17 de fevereiro | Múcio Leão           | poeta e jornalista                                | Brasil        | m. 1969     |     |
| 12 de março     | Peregrino Júnior     | médico e escritor                                 | Brasil        | m. 1983     |     |
| 23 de abril     | Valentín Paz-Andrade | jurista, economista, escritor, poeta e jornalista | Espanha       | m. 1987     |     |
| 1 de Maio       | Maria José Dupré     | escritora                                         | Brasil        | m. 1984     |     |
| 24 de maio      | Ferreira de Castro   | escritor                                          | Portugal      | m. 1974     |     |
| 25 de junho     | Erich Maria Remarque | escritor                                          | Alemanha      | m. 1970     |     |
| 29 de novembro  | C.S. Lewis           | escritor                                          | Irlanda       | m. 1963     |     |

## Mortes
| Data          | Nome                     | Profissão                   | Nacionalidade  | Observações | Ref |
| ------------- | ------------------------ | --------------------------- | -------------- | ----------- | --- |
| 14 de Janeiro | Lewis Carroll            | matemático e escritor       | Inglaterra     | n. 1832     |     |
| 7 de Março    | Joaquim da Costa Cascais | militar, poeta e dramaturgo | Portugal       | n. 1815     |     |
| 19 de Março   | Cruz e Sousa             | poeta                       | Brasil         | n. 1861     |     |
| 22 de Maio    | Edward Bellamy           | escritor                    | Estados Unidos | n. 1850     |     |